# Płoki (Petite-Pologne)
Pour les articles homonymes, voir Płoki.
Płoki est une localité polonaise de la gmina de Trzebinia, située dans le powiat de Chrzanów en voïvodie de Petite-Pologne.